# Teodor Tergonde
Teodor Copiters de Tergonde, niem. Theodor von Tergonde (zm. przed 1871) – ziemianin.
W 1828 wraz z Kalikstem Dobrzańskim posiadał majątek Dobra. W połowie XIX wieku był właścicielem posiadłości tabularnych: Hłumcza, Hruszówka, Łodzina, Ulucz.
Członek założyciel (3 lipca 1845) Galicyjskiego Towarzystwa Gospodarskiego i pozostawał nim w kolejnych latach. W 1855 wydał w Sanoku publikację pt. Weltfragen (Europäischen) in Bezug auf die Riesenmacht Russlands.
Zmarł przed 1871. Po jego śmierci dobra objęli po nim spadkobiercy. Jego synem był Władysław (ur. 1836).
W 1872 właścicielami dóbr w majątkach byli: Maria Tergonde Coppieters (Hłumcza, Hruszówka, Łodzina) i Romuald Tergonde (Borownica, Ulucz).